# Medinilla polillensis
Medinilla polillensis är en tvåhjärtbladig växtart som beskrevs av Charles Budd Robinson. Medinilla polillensis ingår i släktet Medinilla och familjen Melastomataceae. Inga underarter finns listade i Catalogue of Life.